# 24131 Jonathuggins
24131 Jonathuggins è un asteroide della fascia principale. Scoperto nel 1999, presenta un'orbita caratterizzata da un semiasse maggiore pari a 2,3770823 au e da un'eccentricità di 0,1495511, inclinata di 1,51469° rispetto all'eclittica.
L'asteroide è dedicato allo studente statunitense Jonathan Hunter Huggins.